# Honza Vedral
Honza Vedral, formálně Jan Vedral ml. (* 1981), je český novinář, který se specializuje na hudební publicistiku. Je synem divadelního dramaturga Jana Vedrala a vnukem rozhlasového režiséra Jiřího Horčičky.
Absolvoval obor mediální studia na Fakultě sociálních věd Univerzity Karlovy. Publicistice se věnoval už na gymnáziu, podílel se např. na vzniku diskmagu Kelt. Během studií na vysoké škole začal přispívat do časopisu Rock & Pop a zároveň do české mutace časopisu Rolling Stone. Později byl editorem časopisů Ultramix a Filter. Několik let pracoval v kulturní redakci deníku Mladá fronta DNES a paralelně psal i pro personálně provázaný web iDnes.cz. Od roku 2015 je šéfredaktorem online časopisu Headliner. V letech 2016 a 2017 obdržel cenu Hudební novinář roku na konferenci Nouvelle Prague.
V roce 2004 napsal se svým otcem knihu Jiří Horčička – rozhlasový režisér. Samostatně pak vydal knihy Miro Žbirka – Zblízka (2016), Neuvěřitelný Ivan Král (2019), Katherine (2023, o Kateřině Žbirkové) a Roy Ellis: Šéf skinhead (2023).
Od roku 2017 je předsedou rady České hudební akademie, která uděluje ceny Anděl. Scenáristicky se podílel na vzniku pořadu České televize Doupě Mekyho Žbirky (po Žbirkově smrti jen Doupě).
V minulosti se Vedral hudbě věnoval i aktivně, zejména jako saxofonista ska kapely The Chancers.